# Pieces Of A Man
Pieces Of A Man es el segundo álbum de AZ, del año 1998.

## Acerca del álbum
El álbum es sumamente diferente al primero Doe Or Die. Contuvo la diversión, pistas del partido en comparación con grimey de Doe Or Die, las líricas y la producción orientadas de la calle. El primer solo fue para Hey AZ que ofrecía SWW. Esa canción utiliza la misma que la canción Miel de Mariah Carey, Hey DJ por el equipo supremo del mundo. Ambos fueron lanzados en el verano de 1997. La Canción Hey AZ tenía un video también pero por alguna razón cuando el álbum fue lanzado en 1998, la canción no estaba en él. Después del álbum, los expedientes de Noo Trybe quitaron AZ de su lista.

## Lista de canciones
1. New Life (Album Intro)
2. I'm Known
3. How Ya Livin' (Featuring Nas)
4. Trading Places
5. What's The Deal (Featuring Kenny Greene)
6. Love Is Love (Featuring Nature & Half-A-Mil)
7. The Pay Back
8. Just Because
9. SOSA
10. It's A Boy Thing (Featuring Nature)
11. Pieces Of A (Black) Man
12. Last Dayz (Featuring Monifah
13. Whatever Happened (The Birth) (Featuring RZA)
14. Trial Of The Century (Featuring Foxy Brown)
15. Betcha Don't Know

- Datos: Q6075218